# 소헌왕후
소헌왕후 심씨(昭憲王后 沈氏, 1395년 10월 20일(음력 9월 28일) ~ 1446년 4월 28일(음력 3월 24일))는 조선 세종의 왕비이다. 본관은 청송이며, 별칭은 공비(恭妃), 경빈(敬嬪), 시호는 선인제성소헌왕후(宣仁齊聖昭憲王后)이다.

## 생애

### 탄생과 세자빈 책봉
1395년(태조 4년), 문하시중 심덕부의 아들인 청천부원군(靑川府院君) 심온과 삼한국대부인 안씨의 장녀로 출생하였다. 1408년(태종 8년), 당시 충녕군(忠寧君)이었던 세종과 혼례를 올리고 경숙옹주(敬淑翁主)에 봉해졌다.
1417년(태종 17년) 삼한국대부인(三韓國大夫人)에 봉해졌다.

### 왕비 시절
1418년(태종 18년) 음력 6월, 충녕대군이 왕세자에 책봉되자 경빈(敬嬪)이 되었으며, 그해 음력 8월 충녕대군이 태종의 뒤를 이어 즉위하자 중궁(中宮)이 되어 공비(恭妃)에 책봉되었다.
같은 해, 아버지 심온과 숙부 심정이 태종에 의해 역모죄로 처형당하였고 소헌왕후의 어머니와 친족들은 관비가 되었다. 소헌왕후에 대해서도 폐비(廢妃) 논의가 있었으나 내조의 공이 크고, 왕자를 2명이나 출산하였으며 당시에 안평대군을 임신중이었기에 폐비가 되지 않았다. 1426년, 어머니 안씨와 가족들은 천안에서 제명되고 직첩이 복원된다.
1432년(세종 14년), 국초에 사용하던 왕비와 세자빈에게 미칭을 붙이던 제도를 폐지하면서 공비에서 왕비(王妃)로 개봉되었다.
생애 후반의 세종과 소헌왕후는 불교에 귀의하여, 자주 불법(佛法)을 행하였다.
1444년(세종 26년)과 1445년(세종 27년), 어머니인 삼한국대부인 안씨와 아들인 광평대군과 평원대군을 연이어 잃고 불교에 의지했으며 승려를 모아 기도를 하고 불법을 행하였다. 또한 법당을 방문하고 석탑을 조성하기도 하였는데, 당시의 집현전의 학자들이 반발하였다.

### 사망
1446년(세종 28년) 3월 10일, 병이 들자 세종은 죄수를 방면하고 산천초목에 기도를 드렸으며 승려들에게 불사를 주문하여 소헌왕후의 병에 감응하게 하였다. 병세가 악화되자 세자는 식사를 거두고 병간호를 하였으나 3월 24일, 소헌왕후는 수양대군의 저택에서 승하하였다. 시호는 소헌(昭憲)이며, 문종 대에 선인제성(宣仁齊聖)의 존호가 올려졌다. 명나라가 세종의 시호를 장헌(莊憲)으로 내려주자 '헌' 자가 같으니 문종이 이를 고쳐야 할지 신하들에게 하문했지만 왕과 왕비의 시호가 같은 사례가 많아 굳이 그럴 필요가 없다고 답하여 고치지 않았다.

능은 경기도 여주시 세종대왕면 왕대리에 위치한 영릉(英陵)이며, 세종과 합장되었다.
소헌왕후 영릉 지문

왕후가 인자하고 어질고 성스럽고 착한 것이 천성에서 나왔는데,
중궁에 정위한 뒤로는 더욱 스스로 겸손하고 조심하여 빈잉(嬪媵)을 예(禮)로 접대하고,
아래로 궁인이 미치기까지 어루만지고 사랑하여 은혜를 가하지 않음이 없으며,
후궁이 나아와서 뵙는 자가 있으면 반드시 위로하고 용납하는 것을 가하며,
만일 상감께서 총애하신 자는 특별히 융성한 대우를 주어, 지극한 정[至情]이 사이가 없으며,
낳으신 여러 아들을 모두 후궁으로 하여금 기르게 하시니,
후궁이 또한 마음을 다하여 받들어 길러서 자기 소생보다 낫게 하였으며,
또 일을 위임하여 의심하지 않고 맡기시니, 후궁이 또한 지성껏 받들어 순(順)히 하여 감히 게을리 함이 없었다.
이 때문에 빈(嬪)·잉(媵)이하가 사랑하고 공경하기를 부모 대접하듯이 하였다.
서출의 자식 보기를 모두 소생 아들과 같이 하였으며,
어선(御膳)이 나오면 반드시 몸소 살펴보아 힘써 정성과 공경을 다하였으며,
국모로 있은 지 29년 동안에 경계(儆戒)의 도움이 있고,
연안(宴安)의 사사(私事)가 없었으며, 한 번도 친척을 위하여 은혜를 구하지 않았으며,
또 절대로 바깥 일에 참여하지 않고,
비록 궁중에서 날마다 쓰는 자디잔 일이라도 반드시 위로 들리어 감히 임의로 하는 일이 없었다.
 

## 가족 관계
| 조선의 왕비 | 소헌왕후 심씨 昭憲王后 沈氏 | 출생                                                   | 사망                                                             |
| 조선의 왕비 | 소헌왕후 심씨 昭憲王后 沈氏 | 1395년 10월 12일 (음력 9월 28일) 조선 경기도 양주 사제 | 1446년 4월 19일 (음력 3월 24일) (50세) 조선 한성부 수양대군 제택 |

|    |                                     | 본관 | 생몰년          | 부모                              | 비고                     |
| -- | ----------------------------------- | ---- | --------------- | --------------------------------- | ------------------------ |
| 부 | 청천부원군 심온 靑川府院君 沈溫     | 청송 | 1375년 - 1418년 | 심덕부 沈德符 인천 문씨 仁川 門氏 | 태종 18년(1418년) 처형됨 |
| 모 | 삼한국대부인 안씨 三韓國大夫人 安氏 | 순흥 | ? - 1444년      | 안천보 安天保 영주 김씨 寧州 金氏 |                          |

| 조선 제4대 국왕 | 세종 世宗 | 출생                                                   | 사망                                                            |
| 조선 제4대 국왕 | 세종 世宗 | 1397년 5월 7일 (음력 4월 10일) 조선 한성부 준수방 사저 | 1450년 3월 30일(음력 2월 17일) (52세) 조선 한성부 영응대군 사저 |

| 작호 | 작호                                | 이름  | 생몰년          | 배우자                                                                                          | 비고                                                   |
| ---- | ----------------------------------- | ----- | --------------- | ----------------------------------------------------------------------------------------------- | ------------------------------------------------------ |
| 장녀 | 정소공주 貞昭公主                   |       | 1412년 - 1424년 | 미혼                                                                                            |                                                        |
| 장남 | 문종대왕 文宗大王                   | 향 珦 | 1414년 - 1452년 | 현덕왕후 권씨 顯德王后 權氏                                                                     | 제5대 국왕                                             |
| 차녀 | 정의공주 貞懿公主                   |       | 1415년 - 1477년 | 연창위 안맹담 延昌尉 安孟聃                                                                     |                                                        |
| 차남 | 세조대왕 世祖大王 수양대군 首陽大君 | 유 瑈 | 1417년 - 1468년 | 정희왕후 윤씨 貞熹王后 尹氏                                                                     | 제7대 국왕                                             |
| 3남  | 안평대군 安平大君                   | 용 瑢 | 1418년 - 1453년 | 부부인 연일 정씨 府夫人 延日 鄭氏                                                               | 육종영 중 한사람 단종 1년(1453년) 사사됨               |
| 4남  | 임영대군 臨瀛大君                   | 구 璆 | 1420년 - 1469년 | 의령 남씨 宜寧 南氏 제안부부인 최씨 齊安府夫人 崔氏                                             | 연산군비 폐비 신씨의 외조부 중종비 단경왕후의 외증조부 |
| 5남  | 광평대군 廣平大君                   | 여 璵 | 1425년 - 1444년 | 영가부부인 신씨 永嘉府夫人 申氏                                                                 |                                                        |
| 6남  | 금성대군 錦城大君                   | 유 瑜 | 1426년 - 1457년 | 완산부부인 최씨 完山府夫人 崔氏                                                                 | 육종영 중 한사람 세조 3년(1457년) 사사됨               |
| 7남  | 평원대군 平原大君                   | 임 琳 | 1427년 - 1445년 | 강녕군부인 홍씨 江寧府夫人 洪氏                                                                 |                                                        |
| 8남  | 영응대군 永膺大君                   | 염 琰 | 1434년 - 1467년 | 대방부부인 송씨 帶方府夫人 宋氏 춘성부부인 정씨 春城府夫人 鄭氏 연성부부인 김씨 延城府夫人 金氏 | 영흥대군 永興大君 역양대군 歷陽大君                    |

## 소헌왕후가 등장하는 작품

### 드라마
- 1983년~1984년 MBC 드라마 《뿌리깊은 나무》 - 김영애
- 1996년~1998년 KBS 1TV 드라마 《용의 눈물》 - 임서연
- 2008년 KBS 드라마 《대왕 세종》 - 남지현, 이윤지
- 2011년 SBS 드라마 《뿌리깊은 나무》 - 장지은
- 2015년~2016년 MBC 드라마 《퐁당퐁당 Love》 - 진기주
- 2018년 TV조선 드라마 《대군-사랑을 그리다》 - 양미경
- 2021년~2022년 KBS 1TV 드라마 《태종 이방원》 - 김비주

### 영화
- 1978년 《세종대왕》 - 선우용여
- 2019년 《나랏말싸미》 - 전미선